# Angelika Malinar
Angelika Malinar (* 27. Mai 1961 in Oldenburg) ist eine deutsche Indologin und Professorin für Indologie am Asien-Orient-Institut der Universität Zürich.

## Leben
Malinar studierte Philosophie und Medizin an der Johannes Gutenberg-Universität Mainz und an der Eberhard Karls Universität Tübingen Indologie. 1991 promovierte sie im Fach Indologie in Tübingen, 1998 folgte die Habilitation.
Nach Dozententätigkeiten an der Freien Universität Berlin und der Universität London, School of Oriental and African Studies, ist Malinar seit 2009 Außerordentliche Professorin für Indologie an der Universität Zürich.

## Werk und Auszeichnungen
Malinar beschäftigt sich mit den Themen Hinduismus, Indische Philosophie und Ästhetik sowie den Beziehungen zwischen Indien und Europa. 2007 erschien ihr Buch The Bhagavadgita, in dem sie einen der wichtigsten Texte des Hinduismus analysiert und auf die historischen und kulturellen Kontexte des Textes eingeht. Sie schrieb mehrere Bücher zum Hinduismus allgemein sowie zu Texten aus dem Hinduismus. Im März 2009 erschien ihr Buch Hinduismus, welches wichtige Traditionen und Formen des Hinduismus vorstellt.